# L'Escala
L'Escala là một đô thị trong comarca Alt Empordà, Girona, Catalonia, Tây Bna Nha.

## Biến động dân số
| 1900 | 1930 | 1950 | 1970 | 1986 | 2001 |
| ---- | ---- | ---- | ---- | ---- | ---- |
| 2515 | 2462 | 2475 | 3117 | 4721 | 5823 |